# Justo Pelayo de la Cuesta Núñez
Justo Pelayo de la Cuesta Núñez (Marín, 1 de noviembre de 1823 – Madrid, 15 de abril de 1889) fue un abogado y político español, ministro de Hacienda durante el reinado de Alfonso XII.
Tras estudiar Derecho en las universidades de Santiago y Madrid, logró el doctorado en 1846 iniciando su carrera política al obtener un acta de diputado en el Congreso por Pontevedra en las elecciones de 1853, escaño que volvería a obtener en las elecciones celebradas entre 1863 y 1865. En 1872 pasó al Senado al resultar elegido por Ávila siendo, en 1881, nombrado senador vitalicio.
En 1976 figurará en la Junta Directiva de la recién creada Institución Libre de Enseñanza ocupando el cargo de vicepresidente de la misma.
Fue ministro de Hacienda entre el 9 de enero y el 13 de octubre de 1883 en un gobierno presidido por Práxedes Mateo Sagasta.